# Vague d'incendies criminels à Grenoble
La vague d'incendies criminels à Grenoble est une série d'incendies volontaires survenus depuis mars 2017 dans l'agglomération grenobloise et dont les plus médiatisés ont été ceux de l'entrepôt du groupement de la Gendarmerie de l'Isère et de la station de radio de France Bleu Isère. Tous ces incendies ont été minutieusement préparés ; certains ne sont pas revendiqués, mais la plus grande partie l'est par une mouvance anarchiste. Les auteurs restent à ce jour inconnus.

## Historique
Le 21 mars 2017, la permanence du parti Les Républicains à Grenoble est vandalisée pour la quatrième fois. Á posteriori, cet acte, revendiqué par la mouvance anarchiste locale, est considéré par le procureur de la République de Grenoble et Le Dauphiné libéré, comme le premier d'une série d'actes criminels principalement constituée d'incendies. Les incendies volontaires massifs s'étant déroulés les années précédentes, n'ayant pas fait l'objet de revendications, n'ont donc pas été intégrés à cette vague par le procureur de la République,.

### Année 2017
Les premiers incendies, le 23 mars 2017, visent sept véhicules du centre communal d'action sociale, accusé de « cogérer la misère ». Cinq jours plus tard, sept autres véhicules appartenant à Grenoble-Alpes Métropole subissent le même sort au nom de « la lutte contre les sites de stockage et d'exploitation de la ressource humaine ». Dans la nuit du 11 avril, 185 distributeurs et valideurs de tickets du réseau de tramway sont mis hors service et des inscriptions comme « Ne validez jamais » sont écrites sur les vitres des stations ciblées. Les actions sont à chaque fois revendiquées.
Ce sont ensuite onze fourgons d'Enedis, stationnés dans un parking de la rue du Vercors, qui sont incendiés le 30 mai 2017. L'acte est revendiqué dans les heures suivantes par un groupe anticapitaliste et libertaire. Pendant l'été, des locaux appartenant à Enedis et des antennes TDF sont pris pour cible dans les départements voisins de la Drôme et de l'Ardèche.

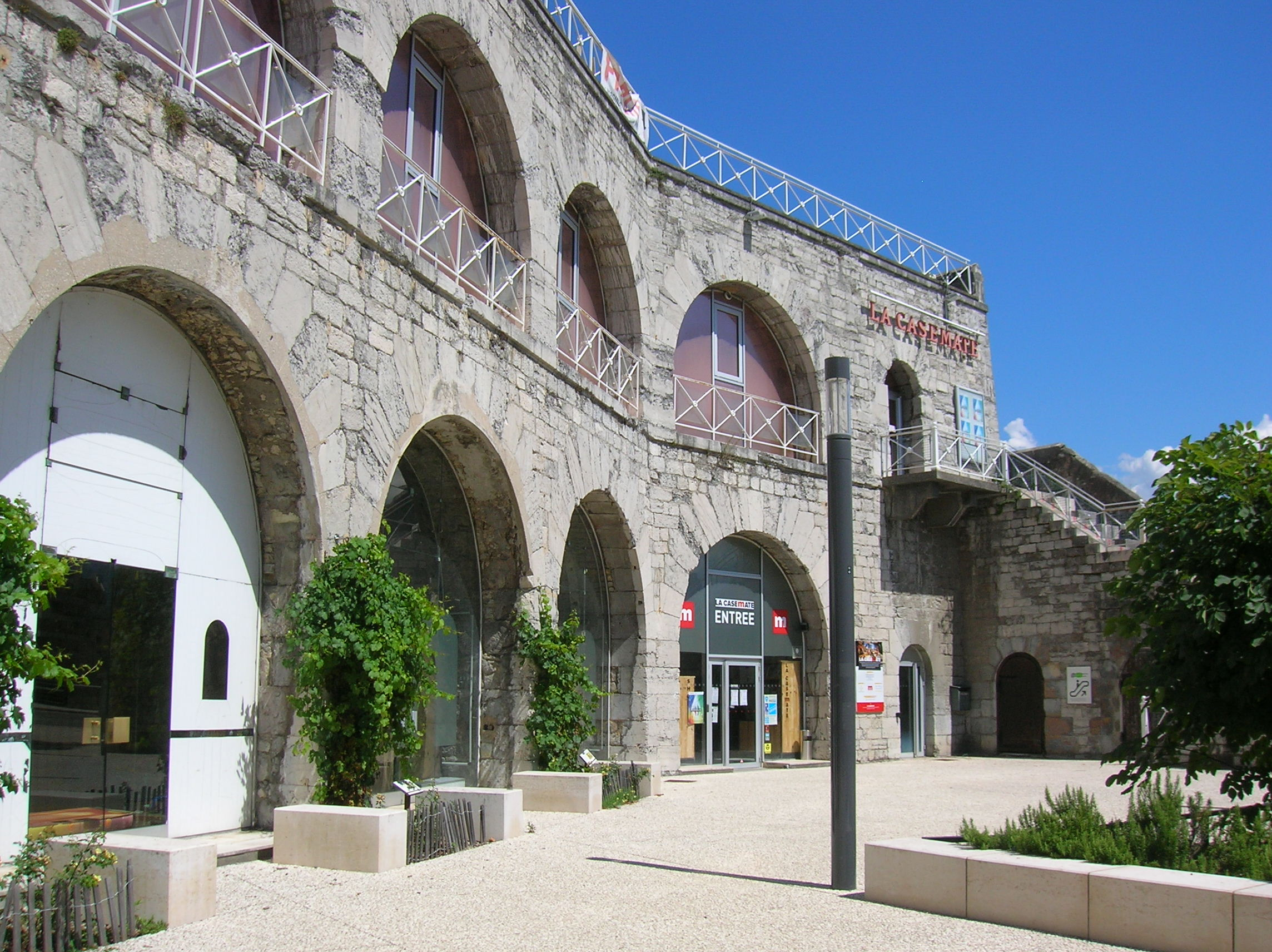
Le CCSTI de Grenoble avant l'incendie du 21 novembre 2017.

Un autre incendie est déclenché dans la nuit du 21 au 22 septembre suivants, détruisant une trentaine de véhicules dans un entrepôt de plus de 1 500 m2 du groupement de Gendarmerie de l'Isère basé rue Léon-Blum à Grenoble,. Les faits sont aussitôt revendiqués sur un site anarcho-libertaire, déjà utilisé pour des faits similaires perpétrés à Limoges quelques jours auparavant. Un mois plus tard, la gendarmerie de Meylan, dans la proche banlieue de Grenoble, est le siège d'un acte criminel où quatre voitures et une moto sont incendiés au pied des logements d'habitation de cette gendarmerie,, obligeant les 24 occupants à évacuer en urgence vers 3 h 30. Les enquêteurs privilégient la piste de l'ultra gauche dans cet incendie.
Le 21 novembre 2017, c'est au tour du CCSTI de Grenoble d'être ravagé par un incendie détruisant son fab lab. L'acte criminel, dont les dégâts sont estimés à plusieurs millions d'euros, est également revendiqué sur un site internet proche des milieux anarcho-libertaires. Dans les jours qui suivent, le personnel de ce centre, surnommé « La Casemate », reçoit de nombreux témoignages de soutien, dont certains en provenance des États-Unis, de Norvège ou du Japon. L'ensemble du premier étage étant détruit, sa réouverture est prévue pour le mois d'avril 2020.

### Année 2018
| \| Eiffage Hôtel de Ville CCSTI JCDecaux Église Saint-Jacques France Bleu Isère Gendarmerie · Grenoble Gendarmerie · Meylan Enedis · (2020) \| Les principaux sites d'incendies criminels revendiqués. |
| Eiffage Hôtel de Ville CCSTI JCDecaux Église Saint-Jacques France Bleu Isère Gendarmerie · Grenoble Gendarmerie · Meylan Enedis · (2020)                                                               |

Tout au long de l'année 2018, une série d'incendies de grandes surfaces commerciales fait l'objet d'articles dans les médias et comme dans les incendies précédents, les enquêteurs étudient toutes les pistes. Les incendies se produisent dans l'agglomération durant la nuit, comme celui du magasin de bricolage Bricoman de 4 000 m2 à Bresson, dans la banlieue proche de Grenoble, le 23 juin, pour lequel France Bleu Isère évoque un feu d'origine électrique, ou celui du garage Euromaster de 2 000 m2 à Saint-Martin-d'Hères, dans la nuit du 10 au 11 décembre, qui oblige en pleine nuit l'évacuation de 101 personnes de la clinique Belledonne voisine. Dans le sinistre, 4 300 pneus en gardiennage partent en fumée. Pour ce dernier cas, le caractère criminel des faits est confirmé dès le matin, mais sans que le parquet ne puisse établir un lien avec les précédents incendies volontaires revendiqués par des activistes libertaires.
Le 8 octobre 2018, un entrepôt de 2 000 m2 de la société Eiffage, à Saint-Martin-d'Hères, est également pris pour cible et l'action est revendiquée sur le site Indymedia Nantes, par le fait que « cette entreprise occupe une fonction fondamentale dans notre société carcérale » en fournissant « la structure matérielle nécessaire à l’industrie de la punition ». Sept camions et quatre véhicules utilitaires sont détruits, mettant 70 personnes au chômage technique.

### Année 2019
Début janvier 2019, plusieurs montées d'escaliers sont incendiées durant la nuit dans des halls d'immeuble en plein centre ville. Dans la nuit du 16 au 17 janvier 2019, l'église Saint-Jacques, dans la rue de Chamrousse, est totalement détruite par un incendie, obligeant l'évacuation de 106 riverains par les secours. Apprenant qu'un texte publié sur Indymedia revendique le sinistre, le média Place gre'net utilise l'humour en titrant « Des « courts-circuits » anonymes revendiquent l’incendie de l’église Saint-Jacques de Grenoble ». Mais la piste accidentelle d'origine électrique reste cependant évoquée, le procureur de la République de Grenoble, Eric Vaillant, n'excluant pas alors une revendication opportuniste,.

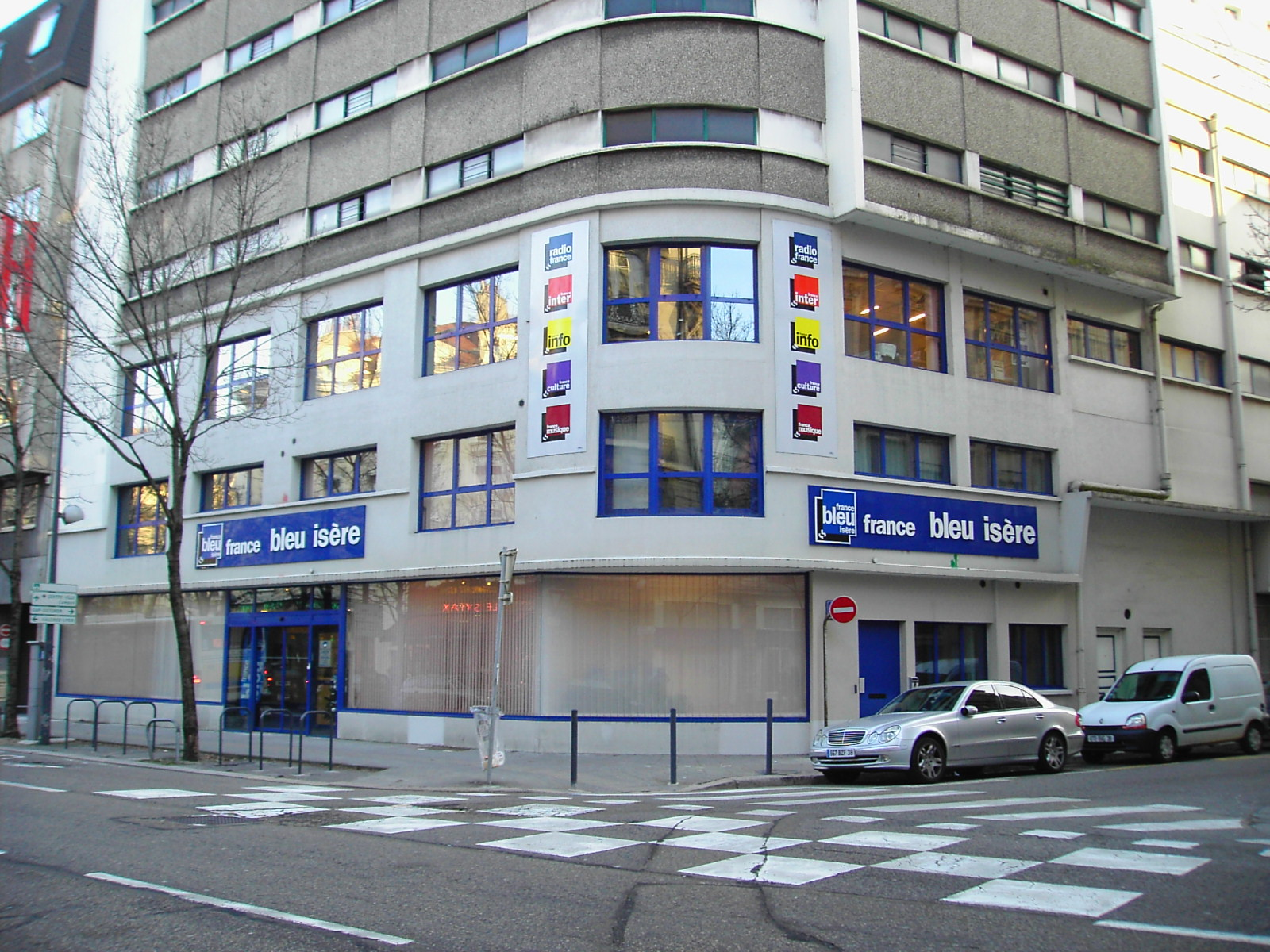
Locaux de France Bleu Isère avant leur incendie le 27 janvier 2019.

Quelques jours plus tard, dans la nuit du 27 au 28 janvier, les locaux de la station de France Bleu Isère sur l'avenue Félix-Viallet sont entièrement ravagés par un feu d'origine volontaire, une porte ayant été fracturée,. Les fréquences de la radio sont récupérées dès 6 h le matin par France Bleu Pays de Savoie, qui retrace les évènements de la nuit, tandis que France 3 Alpes propose immédiatement d'héberger le personnel de la radio dans ses locaux. Une émission spéciale peut ainsi avoir lieu dès 17 h 30, avec de nombreuses réactions des auditeurs et des personnalités au téléphone, dont le ministre de la Culture Franck Riester. Le lendemain, la tour hertzienne de Jarrie surplombant l'agglomération est également prise pour cible, provoquant des perturbations sur les réseaux téléphoniques, ces deux faits se trouvant reliés dans une revendication sur le site d'Indymedia.
Le 12 février, l'entreprise d'affichage publicitaire JCDecaux, installée à Fontaine et chargée d'entretenir les abribus de l'agglomération, est la cible d'un incendie volontaire qui détruit 50 m2 de locaux et en endommage une centaine supplémentaire par les fumées dégagées. Le caractère criminel du sinistre est confirmé en fin de journée par les autorités, alors que le lendemain, les auteurs d'un texte publié sur Indymedia se réjouissent des faits.
Début mars, des émeutiers sont à l'origine de l'incendie d'un immeuble public, mais sans que ces faits ne puissent être reliés à la vague d'incendies criminels en cours. Le 17 juin, huit voitures du parc d'EDF sont incendiées.
Le 30 septembre, un incendie détruit totalement plusieurs salles de l'hôtel de ville de Grenoble, dont celle du conseil municipal ; des traces de carburant sont découvertes sur place. Un mois plus tard, l'acte est revendiqué sur Indymedia par un texte fustigeant la majorité municipale dirigée par l'écologiste Éric Piolle, accusée de « vendre les bienfaits de la SmartCity et de cacher la grisaille derrière (les) façades d'écoquartiers écolos »,,. La salle ne rouvrira qu'en mai 2024 pour un coût de 600.000 euros restant à la charge du contribuable.
Entretemps, le 8 octobre 2019, le procureur révèle à la presse le caractère criminel de l'incendie de l'église Saint-Jacques survenu en janvier et requalifie les faits. L'évêque Guy de Kerimel promet de faire reconstruire l'église dont seuls le clocher et sa croix sont restés debout, mais elle ne sera finalement jamais reconstruite afin de laisser place à 125 logements.
Le 26 novembre 2019, 350 policiers et gendarmes mènent des perquisitions dans cinq squats de Fontaine et Grenoble, connus pour être fréquentés par des membres de la mouvance alternative et des Gilets jaunes, ainsi que sur la ZAD de Roybon,,. Du matériel informatique est saisi et des prélèvements ADN réalisés sur les personnes présentes,,. Aucune interpellation en lien avec la vague de dégradations et d'incendies n'a lieu, mais cinq personnes sont placées en centre de rétention administrative et deux font l'objet d'une obligation de quitter le territoire français,,.

### Année 2020
Le 13 janvier 2020, un hangar d'Enedis situé à Seyssinet-Pariset est entièrement incendié, entrainant la destruction de 15 véhicules pour un préjudice de deux millions d'euros.
L'acte est revendiqué le jour même et présenté comme une réponse à la « vague de perquisitions » de fin novembre 2019. Le même jour, le procureur de la République de Grenoble annonce avoir demandé au parquet national antiterroriste de reprendre l'enquête, considérant que les actes menés « peuvent être considérés comme des attentats terroristes ». Le lendemain, le PNAT décline la demande, que le procureur de Grenoble avait déjà formulée plusieurs fois, sans obtenir gain de cause,.

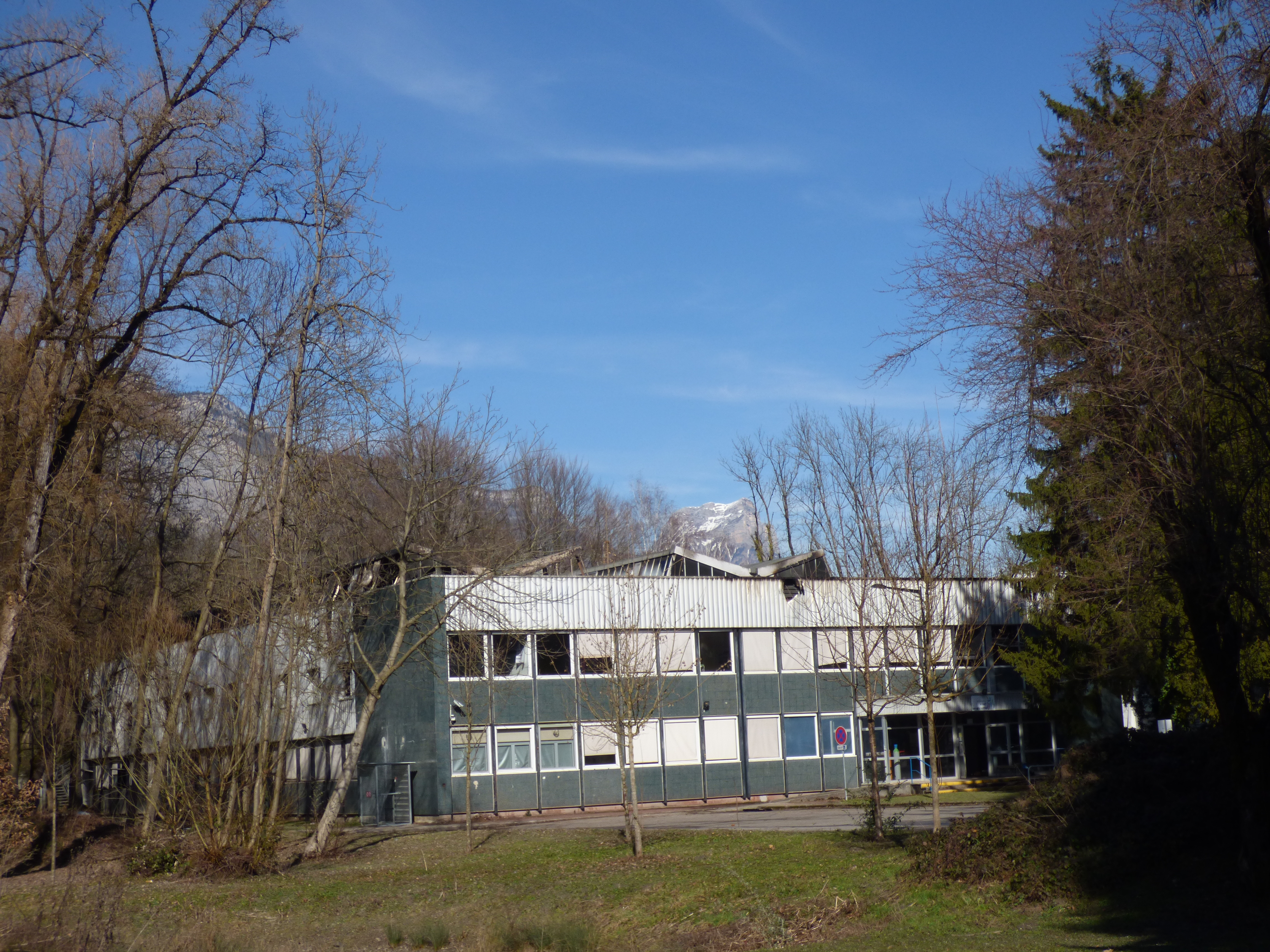
Le bâtiment Eiffel du laboratoire 3SR après l'incendie volontaire.

Un autre sinistre volontaire intervient le 24 février dans le bâtiment Eiffel du domaine universitaire, détruisant 700 m2 d'un laboratoire de recherche (3SR) appartenant au CNRS et à l'université Grenoble-Alpes,.
Le 18 mai, des incendies non revendiqués endommagent vers 3 h les relais de télédiffusion de Jarrie et de la Tour sans Venin empêchant plusieurs radios nationales ou locales ainsi que des chaînes de télévision d'émettre sur l'agglomération grenobloise et touchant également le fonctionnement d'opérateurs de téléphonie,.

### Année 2021
Dans la nuit du 19 au 20 février, l'entreprise Constructel située à Sassenage et spécialisée dans l’installation de fibre optique est l'objet d'un incendie criminel détruisant une antenne-relais, des stocks de câbles et un véhicule nacelle. Cet incendie ainsi qu'un autre similaire survenu quelques jours auparavant à Brézins sont revendiqués par l’ultragauche libertaire.

### Année 2022
Les 3 et 4 avril 2022, plusieurs sites appartenant au Réseau de Transport d’Électricité (RTE) sont incendiés dans les environs de Grenoble. Ces incendies entrainent des coupures de courant et d'importants dégâts. Sur place, les enquêteurs relèvent la présence d'inscriptions anarchistes, conduisant le Parquet de Grenoble à suspecter l'implication de la mouvance d'ultra-gauche dans ces actes.
Le lendemain, l'incendie le plus spectaculaire touche des lignes haute tension passant sous le pont de Brignoud et qui alimentent les industriels de semi-conducteurs Soitec et STMicroelectronics à Crolles, mettant leur production à l'arrêt quelques heures et provoquant la chute de leur cours en bourse. Malgré la réouverture du pont aux piétons le 2 mai, l'économie locale est aussi gravement touchée et un projet de reconstruction du pont emprunté quotidiennement par 27 000 véhicules est envisagé par le département. Un nouveau pont routier parallèle à l'ancien sera mis en service fin 2026 pour un coût de 24 millions d'euros.

### Année 2023
Le 25 septembre, un pylône portant deux lignes électriques dont une à haute tension est incendié à Seyssinet-Pariset. Le procureur de la République de Grenoble privilégie la piste de l'ultra gauche libertaire dans cet acte non revendiqué.

### Année 2024
Dans la nuit du 12 au 13 juin, deux transformateurs électriques situés à plusieurs kilomètres l'un de l'autre sont détruits dans des incendies. Le premier à La Tronche prive 80 clients d'électricité dont le site des pompes funèbres. Le second dans le quartier de la Villeneuve touchant près de 2 000 clients dont le centre commercial Grand'Place. Pour le procureur de la République, la simultanéité de ces incendies sans revendication fait penser à des sabotages de l'ultra-gauche libertaire.

## Suivi chronologique par les médias
France Inter retrace dans un article en 2020 une liste détaillée des incendies. De son côté, France Bleu Isère, devenue entre-temps Ici Isère et particulièrement concernée par ces actes criminels, ouvre une page spéciale dans laquelle figurent l'ensemble de ses articles relatant ces faits.
En janvier 2025, le portail juif francophone, dans un article consacré à l'ultragauche grenobloise, reprend en détail cette série d'incendies jusqu'aux plus récents visant des transformateurs électriques.

## Analyse d'un chercheur
En 2020, un chercheur de l'Université Grenoble-Alpes spécialisé dans les mouvements anarchistes donne son interprétation sur les auteurs de ces incendies, pour qui, la révolution doit être un acte quotidien. Jeunes et éduqués, ils sont souvent Appelistes en référence à un texte publié en 2003 visant à se soulever contre l'aliénation du pouvoir politique dont la domination gagne la vie quotidienne à travers des canaux comme la police, l'éducation et les technologies.
Leurs cibles sont classiques comme les gendarmeries en référence à la répression policière. Mais elles peuvent être plus inhabituelles comme la Casemate, symbole pour les anarchistes d'une diffusion d'une culture numérique distrayant les citoyens des vrais problèmes et de la misère ou encore France Bleu Isère pour laquelle ils ont souhaité faire une « critique des médias qui créerait une forme d'hypnose », empêchant de voir d'autres problèmes comme les violences faites aux animaux ou aux migrants.
Pour le chercheur, Grenoble n'est pas la seule ville en France concernée par une mouvance anarchiste, mais en étant une ville étudiante, elle devient un terrain fertile pour le mouvement et « par son cadre naturel, c'est aussi un lieu d'expérimentation pour des personnes qui recherchent des modes de vie alternatifs, plus proches de la nature ».

## Réactions de personnalités
Emmanuel Macron dénonce lors du Conseil des ministres qui suit l'incendie de l'entrepôt de Gendarmerie, les « discours haineux de gens d'extrême gauche ». Pour Laurent Wauquiez, le gouvernement est indifférent à ces incendies. Après l'incendie de l'hôtel de ville, Alain Carignon, candidat aux élections municipales de 2020 à Grenoble, rappelle qu'en avril 2017, la commission de sécurité émettait un avis défavorable à la poursuite du fonctionnement de la mairie et que, en septembre 2018, la Chambre régionale des comptes faisait figurer dans ses recommandations de « procéder à une étude chiffrant le coût de mise aux normes de l’hôtel de ville ».
En janvier 2025, le procureur la République, Éric Vaillant, dresse un bilan de ses six années d'activité à Grenoble avant son départ et tire la sonnette d'alarme sur ces sabotages par incendies. Il relève la montée de la mouvance radicale dans la ville et lui attribue la spécificité d'être « un important fief de l'ultragauche libertaire insurrectionnelle ».